# Diospage carilla
Diospage carilla là một loài bướm đêm thuộc phân họ Arctiinae, họ Erebidae.